# Nadlak, Novoarhanhelsk
Nadlak (în ucraineană Надлак) este localitatea de reședință a comunei Nadlak din raionul Novoarhanhelsk, regiunea Kirovohrad, Ucraina.

## Demografie
Componența lingvistică a localității Nadlak
     Ucraineană (95,92%)
     Rusă (2,32%)
     Română (1,49%)
     Alte limbi (0,11%)
Conform recensământului din 2001, majoritatea populației localității Nadlak era vorbitoare de ucraineană (95,92%), existând în minoritate și vorbitori de rusă (2,32%) și română (1,49%).